# Бошія
Бошія (також званий бушійя або гхатва) — це одяг із Близького Сходу (зокрема Перської затоки), який, незважаючи на те, що носій прозорий, повністю закриває обличчя власника вуаллю без отворів для очей. Його традиційно носять з абаєю або іншим верхнім одягом.
Бошія — це, по суті, великий квадрат тонкого бавовняного матеріалу, схожого на марлю, із зав'язками нагорі, який розташовується у верхній частині чола (або під хусткою або поверх нього) і спадає на все обличчя. В піднятому стані предмет одягу повністю оголює особа власника. Бошія зазвичай не така непрозора і прикриває, як традиційний нікаб; її також можна носити на додаток до нікабу наполовину стилізованому або, якщо власник бажає додаткової скромності, в колі чоловіків, які не є родичами.